# تسودا ۷۹۲۵۴
سیارک ۷۹۲۵۴ (به انگلیسی: 79254 Tsuda، نامگذاری:1994YJ) هفتاد و نه هزار و دویست و پنجاه و چهارمین سیارک کشف شده‌است که در ۲۳ دسامبر ۱۹۹۴ کشف شد.